# بن‌بست (فیلم ۱۹۹۷)
بن‌بست (به انگلیسی: Gridlock'd) فیلمی محصول سال ۱۹۹۷ و به کارگردانی واندی کرتیس-هال است. در این فیلم بازیگرانی همچون تیم راث، توپاک شکور، تندی نیوتون، لوسی لیو، چارلز فلیشر، بوکیم وودبین، هاورد هسمن، جان سیلس، تام تولس، تام رایت، جیمز پیکنز جونیور، دبرا ویلسون، راستی شومر، الیزابت پنیا، کیسی لمونز و واندی کرتیس-هال ایفای نقش کرده‌اند. شکور چهار ماه قبل از اکران فیلم کشته شد.